# 絵解き

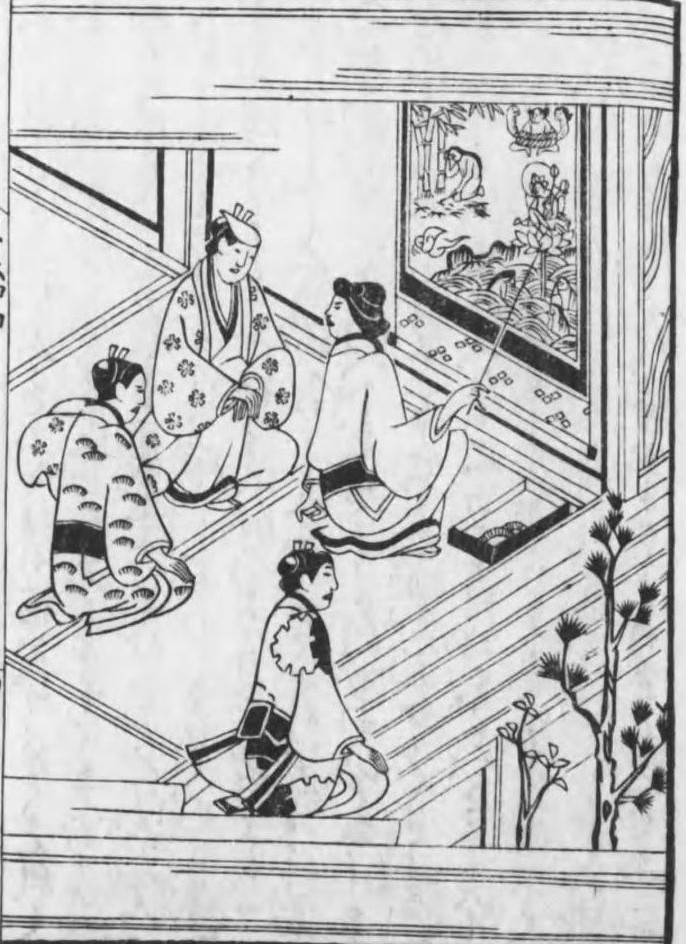
『籠耳』より、絵解きを行う熊野比丘尼

絵解き・絵解（えとき）は、宗教的背景を持ったストーリーのある絵画である「説話画」の内容や思想を当意即妙に説き語る行為、およびそれを行う日本の職能、芸能である。
元々寺院や神社の教化・宣伝等の目的でなされてきたが、鎌倉時代以降からは急速に大衆化・芸能化し、娯楽的な要素を含むものも増えた。
絵画と語りが一体化した絵解きは、長い年月、文字を読めない人々にとって重要なものであった。紙芝居も絵解きから派生しており、アニメーションや漫画の背景にあるのも絵解き文化である。

## 歴史

### 古代
絵解きの起源は古代インドの「布絵語り」にある。古くからインドではパタと呼ばれる布絵で絵解きを行う伝統があった。
仏教と絵解きが結びついたのは、ストゥーパ（仏塔）の浮彫彫刻であった。ストゥーパを飾る説話図の解説に当たった仏僧たちは古代の「絵解き法師」だったと言える。その後、絵解き文化は中央アジア・中国を経て日本に伝わり、独自の展開を遂げることになる。
「絵解き」が文献に初めて登場するのは931年、重明親王が書いた日記『吏部王記』で、貞観寺にて『釈迦八相絵』の絵解きを受けたという記述がある。
古代における日本の絵解きは、皇室や貴族などのごく少数の上位身分の人間に、高僧自ら堂塔内の壁画や障屏画を説き語るものだったと思われる。

### 中世

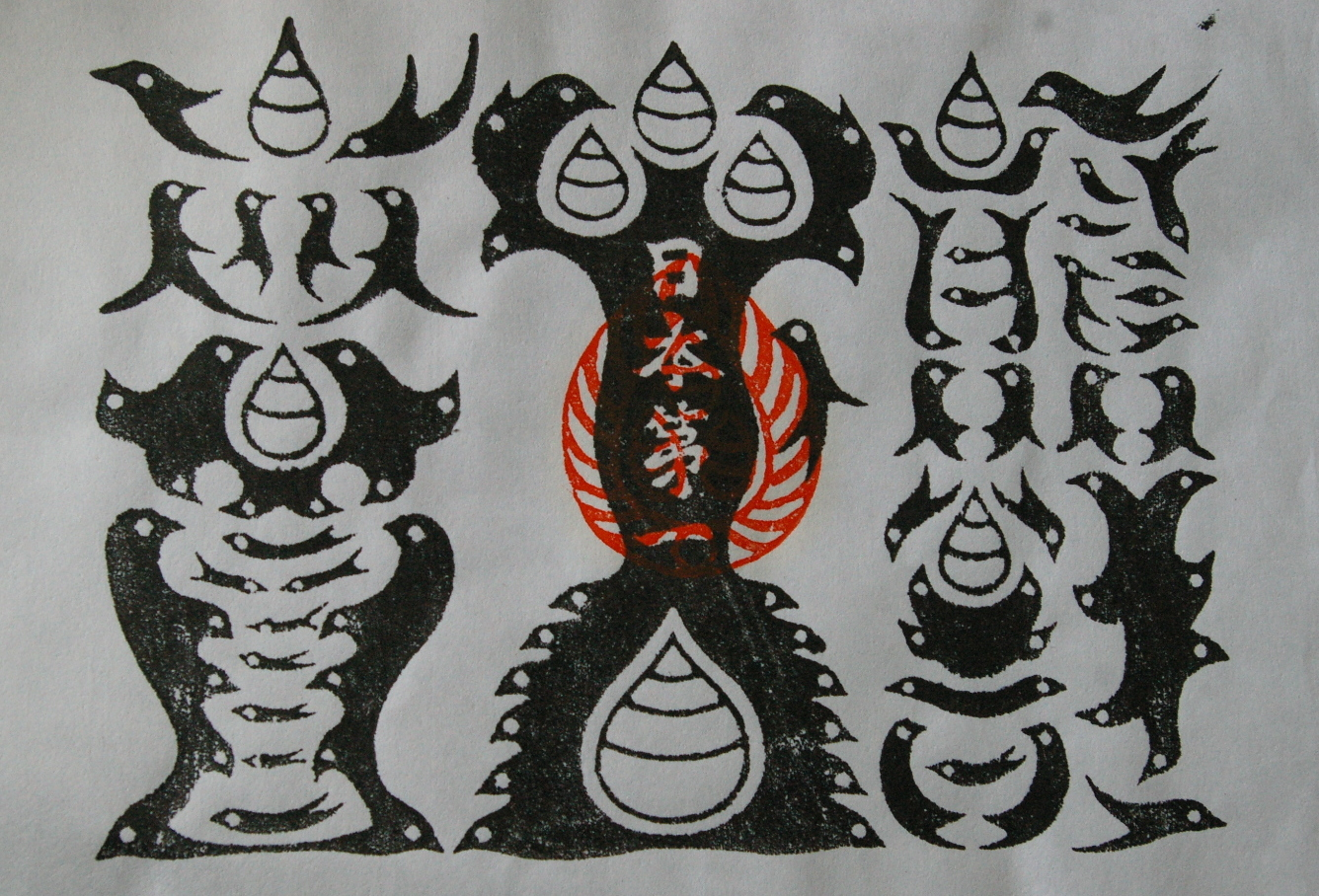
熊野比丘尼が絵解きをしながら配った熊野牛王符（熊野本宮大社）。

鎌倉時代になると、絵解きは急速に通俗化・芸能化し、身分の低い僧も寺院・神社の内外で多くの人々を相手に絵解きを行うようになる。
絵解きの種類も多様となり、前代から続く「釈迦八相図」「聖徳太子絵伝」に加え、浄土宗では「観経（当麻）曼荼羅」、真宗では「本願寺聖人親鸞伝絵」「蓮如上人絵伝」、その他、宗派を超えて好まれた「善光寺如来絵伝」「地獄絵」「十王図」などが隆盛を極めた。
寺社ではなく、貴族の邸宅や町中で絵解きを生業とする「俗人絵解き」も登場し、琵琶を弾きながら非業の死を遂げた英雄譚などを説いた。
また鎌倉時代からは善光寺聖と呼ばれる勧進聖が全国各地に出向いて、絵解きをおこなった。彼らは背負ってきた厨子の扉を開いて善光寺如来の分身仏の開帳をし、さらには善光寺縁起絵伝を広げて絵解きをし、火災による善光寺の修復のための費用を集めた。これにより全国に善光寺信仰が広まった。
室町時代後期からは熊野三所権現勧進のために諸国を歩いた「熊野比丘尼」と称される女性宗教家・芸能者が登場。「勧進比丘尼」「絵解比丘尼」とも呼ばれた。小脇に抱えた大型の文箱から取り出した絵巻物による絵解きをしながら、熊野牛王符と酢貝（アワビの酢漬け）を配り、歌念仏や『浄土和讃』、世間で流行した俚謡（民謡）や小歌を歌いながら、観心を行った。中でも得意としたのが地獄・極楽を描いた「熊野観心十界曼荼羅」である。

### 近世・近代

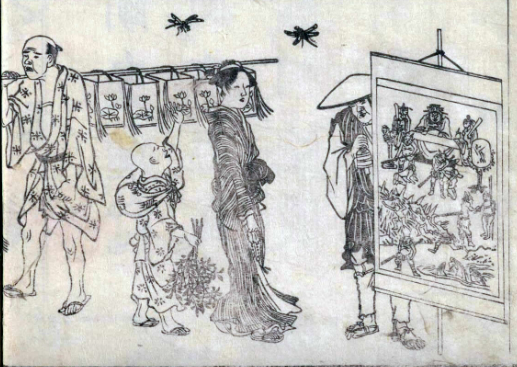
江戸の町で絵解きを行う絵解き法師。（『四時交加』より）

江戸時代初期まで活躍した熊野比丘尼だが、十七世紀半ばになると彼女らの多数は「歌比丘尼」あるいは「浮世比丘尼」と称する、歌と売色を生業とする身となっていく。
一般大衆を相手にした芸能・大道芸としての絵解きは近世末期まで続いた。北尾重政・画、山東京伝・讃の風俗絵本『四時交加』（1798年）には、江戸の町で地獄絵の絵解きを行う、「絵解き法師」が描かれている（画像を参照）。
またこの時代、信濃の善光寺は自身が前立本尊を奉じて各地に赴き、開帳を行う「出開帳」を行っていたが、そこでも善光寺縁起を語る「善光寺如来絵伝」の絵解きが行われた。さらに善光寺の大勧進には絵解きを行う絵伝場という独自の建物があり、これは壊される前の1982年頃までは存在していたという。明治10年（1935年）の善光寺の賑わいを伝える、長尾無墨の『善光寺繁昌記』にも、この絵伝場での絵解きの様子が詳細に描かれている。多くの人々が集まり、聴衆は感激して南無阿弥陀仏を唱え、中には涙をこらえられない人もいたという。
明治初年の廃仏毀釈の衝撃にも耐え、大衆相手の絵解きはかろうじて命脈を保ったが、第二次大戦後は映画・テレビの普及と隆盛に伴って、衰退の一途をたどることになった。

### 現代
伝統的な絵解き文化はしばらく途絶えかけていた。1999年時点では、全国で約40箇所、長野県内で3箇所のみになっていたという。
しかし絵解きを復活、また伝統を未来に継承しようとする動きは近年、各地で見られる。
明治大学教授の林雅彦や西尾光一、徳田和夫が中心となって1980年に設立された絵解き研究会は、1983年から2011年まで研究誌『絵解き研究』を発行。1997年に始まった「第一回絵解きフェスティバルin岡崎」は、2000年「第二回絵解きフェスティバルin長野」、2014年「第三回絵解きフェスティバルin善光寺大本願」と続いた。
2006年には明治大学にて、「日本の絵解き」サミットを開催。絵解き研究・消えつつあった絵解き口演の継承、普及に多大に寄与した。
熊野三山では2005年以降、熊野信仰を広めるため熊野比丘尼に再び注目し、「今熊野比丘尼」を養成して各地で絵解きを行っている。
また長野郷土史研究会では善光寺縁起を語る、「善光寺如来絵伝」の絵解きに注目。1992年にはこれを復活させ、実演。その後、「釈迦涅槃図」「当麻曼陀羅」「熊野観心十界曼陀羅」など、寺院にある様々な絵解きの復興に努めた。2014年には新作の「善光寺参り絵解き図」を作成。さらに2017年、近隣の寺院などに呼びかけて「長野の絵解きを広める会」を設立。代表の小林玲子は途絶えていた絵解きの復興に努め、各地で口演を行っている。
長野県長野市のかるかや山西光寺は「絵解きの寺」として知られ、「苅萱道心石童丸御親子御絵伝」と「十王巡り」の絵解きを随時受け付けている。
その他、現代も行われる主な絵解きの例を挙げる。
- 刈萱堂往生寺 - 「刈萱親子御絵伝」の絵解きを行う[24]。
- 西厳寺 - 「蓮如上人絵伝」の絵解きを行っている[25]。
- 信州善光寺 縁起堂 永代宿坊 淵之坊 - 大広間で善光寺縁起の絵解きを聞くことができる[26]。
- 願法寺（長野県飯綱町） - 「枕石山願法寺略縁起絵伝」の古来伝わる口語体の絵解きは貴重。飯綱町無形文化財[27]。
- 真宗大谷派井波別院瑞泉寺 - 「聖徳太子絵伝」の絵解きを行っている。300年の歴史がある[28]。
- 野間大坊 - 「源義朝公御最期之絵図」の絵解きを聞くことができる[29]。
- 龍光寺（鈴鹿市） - 「寝釈迦まつり（涅槃会）」で涅槃図の絵解きを行っている[30]。
- 法界寺（三木市） - 「三木合戦軍図絵解き 附 軍図3幅2組」として、三木市無形民俗文化財[31]。
- 祖父江善光寺 - 「善光寺如来絵伝」の絵解きを行っている[32]。
- 三河すーぱー絵解き座 - 超宗派の仏教絵解き集団[33]

## 絵解きに使われた絵画
「絵解」が対象とする説話画の例である。

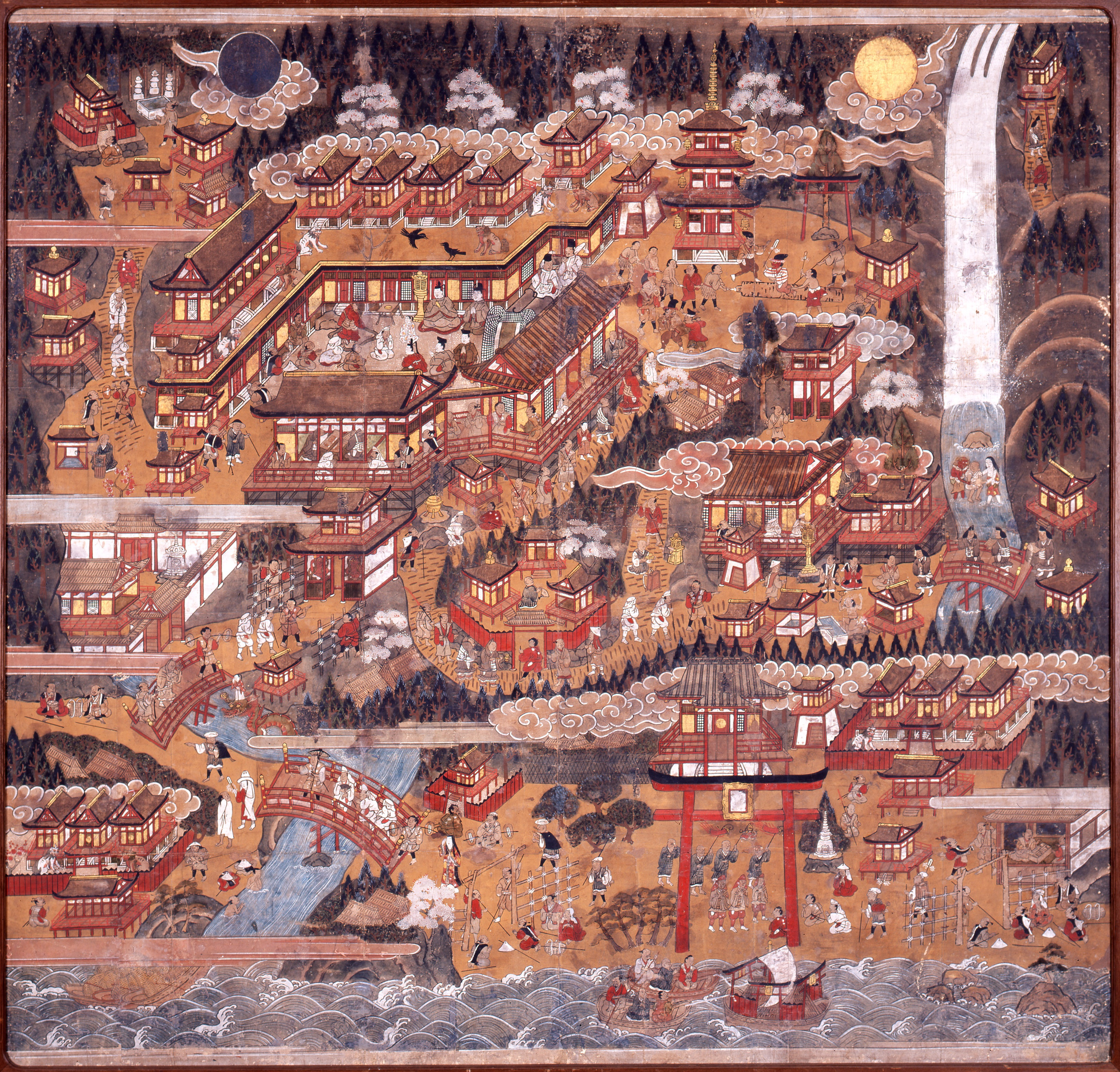
那智参詣曼荼羅図（熊野那智大社蔵）
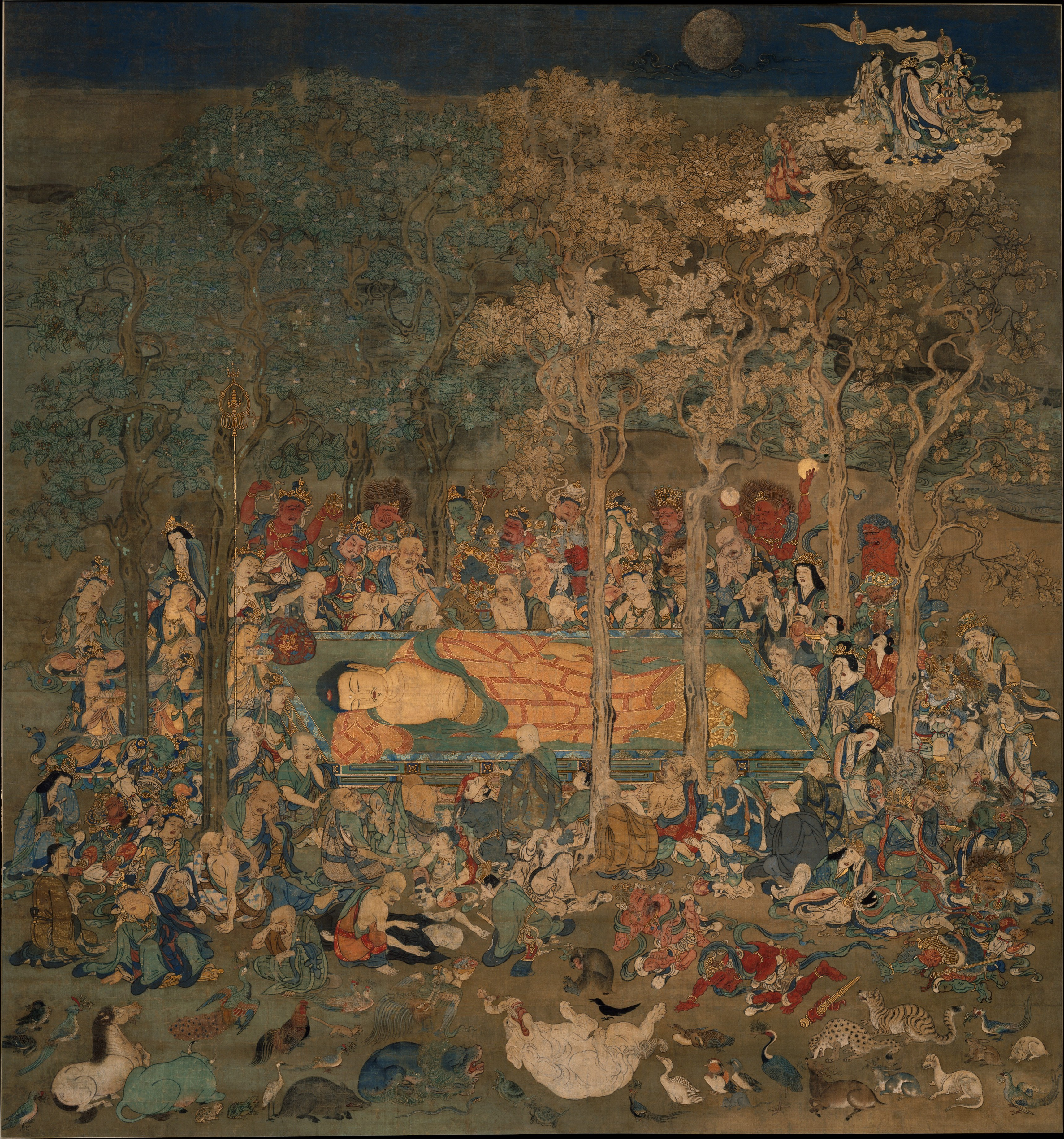
涅槃図（メトロポリタン美術館蔵）
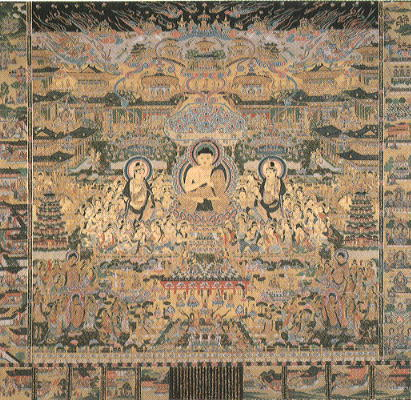
綴織当麻曼荼羅図
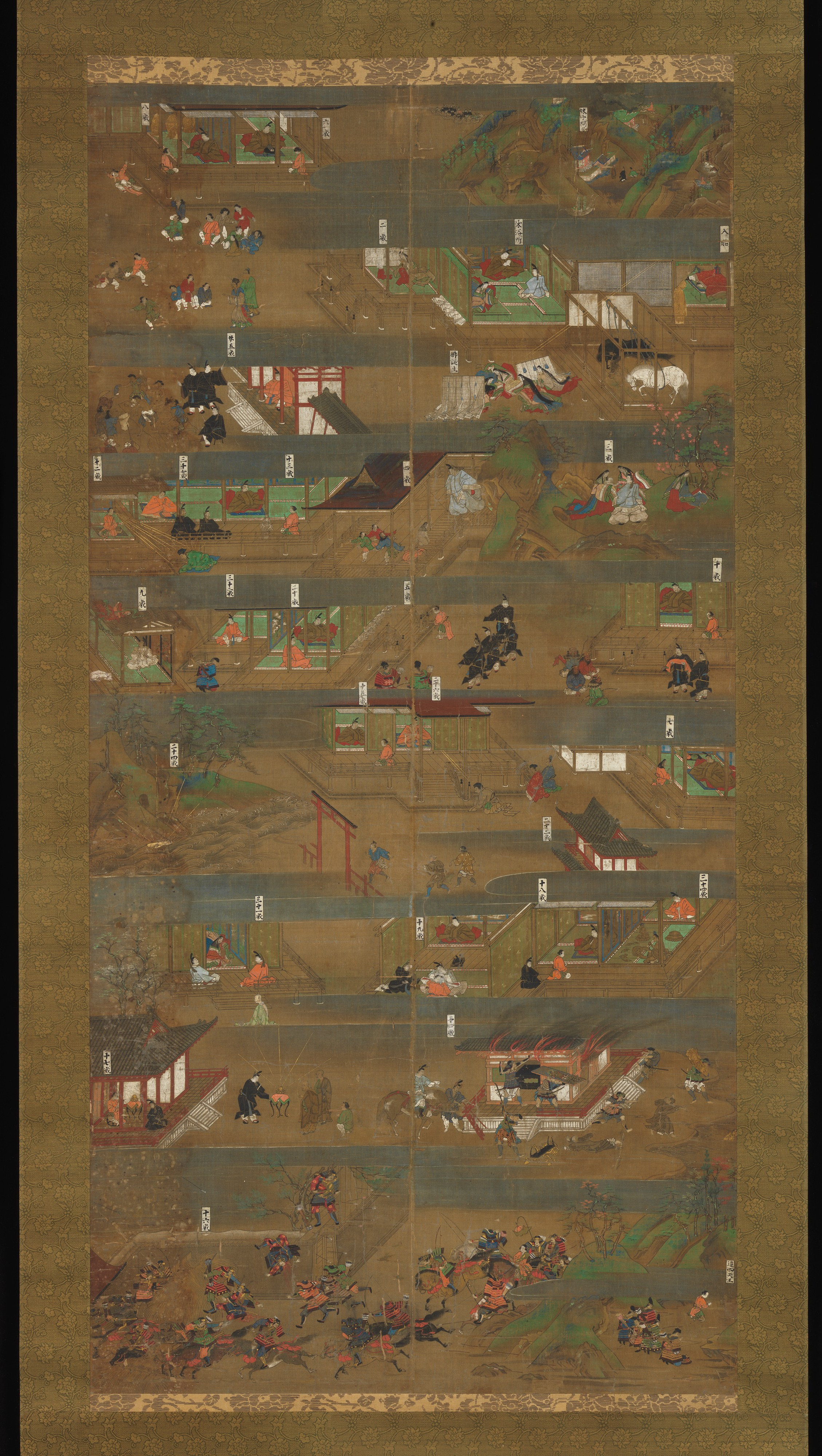
聖徳太子絵伝（メトロポリタン美術館蔵）
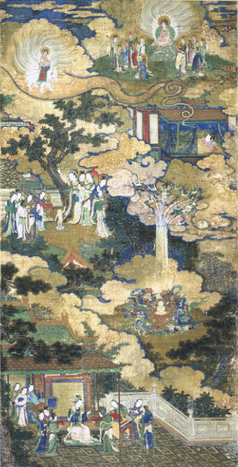
釈迦八相之図